# Impatiens vaiyapurii
Impatiens vaiyapurii — вид квіткових рослин з родини, ендемік Індії.

## Морфологічна характеристика
Impatiens vaiyapurii морфологічно подібний до I. dasysperma, який є ендемічним для Західних Гат. Але відрізняється середовищем проживання в листяних лісах нижче 1000 м, листки лінійно-еліптичні, скучені на кінчику стебла, листкові ніжки до 2–5 см завдовжки, квітки білі 3–3.5 см у поперечнику, спинна пелюстка широко загнута, клинувата в основі, слабо-розділена, верхівковий виступ до 1 см завдовжки; бічні пелюстки злегка лопатеві, виїмка без верхівкового виступу, нижні пелюстки обернено-яйцюваті, біля основи клинуваті, на вершині не розділені, без верхівкового виступу, шпора до 5 см завдовжки, гола, кінчик загнутий назад, квітконіжка до 6 см завдовжки, гола, коробочка яйцювата, дрібно-повстиста; насінин до 20 в капсулі, блідо-коричневі з куполоподібними волосками.

## Розповсюдження
Поки що вид відомий лише з Коллі-Гіллс у районі Намаккал і Шеварой-Гіллс у районі Салем у Східних Гатах Таміл Наду, Південна Індія.

## Етимологія
Новий вид названо на честь доктора М. Вайяпурі, відомого вчителя ботаніки в П. Велур, район Намаккаль, і еколога на знак визнання його цінного внеску в систематику рослин.